# Mithrax besnardi
Mithrax besnardi is een krabbensoort uit de familie van de Mithracidae. De wetenschappelijke naam van de soort is voor het eerst geldig gepubliceerd in 1990 door Melo.